# Georg von Holtzbrinck
Georg von Holtzbrinck (* 11. Mai 1909 in Waldbauer, Westfalen; † 27. April 1983 in Stuttgart) war ein deutscher Verleger und Buchhändler.

## Biografie

### Jugend und Studium
Georg von Holtzbrinck entstammt der westfälischen Adelsfamilie Holtzbrinck. Er wurde als Sohn des Gutsbesitzers Georg von Holtzbrinck (1874–1960) und dessen Frau Else, geb. Pothen (1886–1973), auf dem Gutshof Schöpplenberg bei Waldbauer südlich von Hagen in Westfalen geboren und hatte vier Geschwister. Prägendes Erlebnis der Kindheit war die Verarmung der Familie durch Misswirtschaft und Inflation. Holtzbrinck, der 1929 ein Jura-Studium in Bonn und Köln begann, musste sich seinen Lebensunterhalt selbst verdienen. 1931 wurde er Mitglied im Nationalsozialistischen Deutschen Studentenbund (NSDStB). Im Sommer 1930 begann er seine Tätigkeit als Abonnentenwerber für die Bibliothek der Unterhaltung und des Wissens der Union Deutsche Verlagsgesellschaft (UDV) in Stuttgart. 1931 sattelte er ganz auf das Geschäft der Zeitschriften- und Buchwerber um. Damals arbeitete er bereits mit August-Wilhelm Schlösser zusammen, seinem langjährigen Kompagnon, der seit 1928 Verlagsvertreter der UDV war. 1932 verdiente Holtzbrinck bereits 20.000 Reichsmark im Jahr (das Jahresgehalt eines Staatssekretärs lag bei 22.000 Reichsmark).

### 1933–1945
Ab 1934 waren Schlösser und Holtzbrinck exklusiv für die gesamte UDV-Zeitschriftenwerbung zuständig mit der Verpflichtung, jährlich 50.000 Abonnenten zu werben. Als zusätzliches Standbein erwarben sie die Deutsche Verlagsexpedition (Devex), die im Dezember 1936 von der Reichspressekammer zugelassen wurde. Bereits zum 1. Mai 1933 war Holtzbrinck der NSDAP beigetreten (Mitgliedsnummer 2.126.353). Schlösser konnte über die Privatkanzlei Hitlers (Leiter: Philipp Bouhler) einen Vertrag mit der Deutschen Arbeitsfront (DAF) abschließen (auf dem Höhepunkt ihrer Entwicklung 25 Millionen Mitglieder). Die Devex übernahm nun den Vertrieb der DAF-Zeitschriften Schönheit der Arbeit und Freude und Arbeit.
Die Auflage aller DAF-Blätter belief sich 1938 auf knapp 30 Millionen Exemplare. Mit Beginn des Zweiten Weltkriegs am 1. September 1939 wurde der Titel Schönheit der Arbeit eingestellt, die Auflage von Freude und Arbeit zusammengestrichen. Wegen Zahlungsrückständen der Devex gegenüber der DAF kam es zu einem Prozess über drei Instanzen. 1939 konnten Schlösser und Holtzbrinck Texte des NS-Autors Hans Grimm (Volk ohne Raum) als Sonderband drucken.
Der Umsatz von UVB und Devex belief sich 1942 auf 1,6 Millionen Reichsmark, Holtzbrinck versteuerte einen Jahresverdienst von 120.140 Reichsmark. Am 1. März 1943 wurde er zur Wehrmacht eingezogen, geriet 1945 in Kriegsgefangenschaft, wurde aus gesundheitlichen Gründen (Magengeschwür) vorzeitig in die Freiheit entlassen, bekam aber Berufsverbot.

### Nach 1945
Holtzbrincks Ehefrau beantragte nun eine Genehmigung zum Druck und Vertrieb farbiger Postkarten. Auch der Vertrieb von Büchern lief wieder an. Im Entnazifizierungsverfahren verurteilte die Spruchkammer Holtzbrinck 1948 zur Zahlung einer Strafe von 1200 Reichsmark, betonte seine Parteimitgliedschaft und die Nutzung seiner Parteikontakte, um sich das Alleinvertriebsrecht von Zeitschriften zu sichern.
Nach dem Spruchkammerverfahren gründete Holtzbrinck 1948 mit der Verlagsgruppe Georg von Holtzbrinck (damals noch unter dem Namen Deutscher Bücherbund) die Keimzelle eines Unternehmens, das heute eine der größten europäischen Verlagsgruppen ist.
Trotz seiner Vergangenheit war es der nächsten Holtzbrinck-Generation möglich, mit S. Fischer oder Farrar, Straus & Giroux angesehene ehemals jüdische Verlage zu erwerben.

### Familie
Holtzbrinck war seit 1938 mit Addy von Holtzbrinck, geborene Griesenbeck (* 13. Februar 1913 in Rummenohl; † 2005) verheiratet und bekam mit ihr die drei Kinder Monika (1939–2019), Georg-Dieter (* 1941) und Karin (1943–2006); aus einer anderen Verbindung stammt der Sohn Stefan (* 1963).

## Sonstiges
Nach Georg von Holtzbrinck sind zwei jährlich vergebene Auszeichnungen der Verlagsgruppe Holtzbrinck benannt: Seit 1995 wird der Georg von Holtzbrinck Preis für Wissenschaftsjournalismus und seit 2000 der Georg von Holtzbrinck Preis für Wirtschaftspublizistik ausgelobt.
Die Georg von Holtzbrinck-Schule für Wirtschaftsjournalisten ist ebenfalls nach ihm benannt. Nach seiner Frau ist die Addy von Holtzbrinck Stiftung GmbH in Stuttgart benannt.
Georg von Holtzbrinck war mit dem ehemaligen Bürgermeister und Gründer der Jerusalem Foundation Teddy Kollek befreundet. Seither fördert die deutsche Verlegerfamilie Projekte für alle Bevölkerungsteile der Stadt Jerusalem.

## Auszeichnungen
- 1974: Großes Bundesverdienstkreuz
- 1979: Großes Goldenes Ehrenzeichen für Verdienste um die Republik Österreich[5]
- 1979: Großes Bundesverdienstkreuz mit Stern
- 1979: Bürgermedaille der Stadt Stuttgart